# Albanuskirche (Aich)

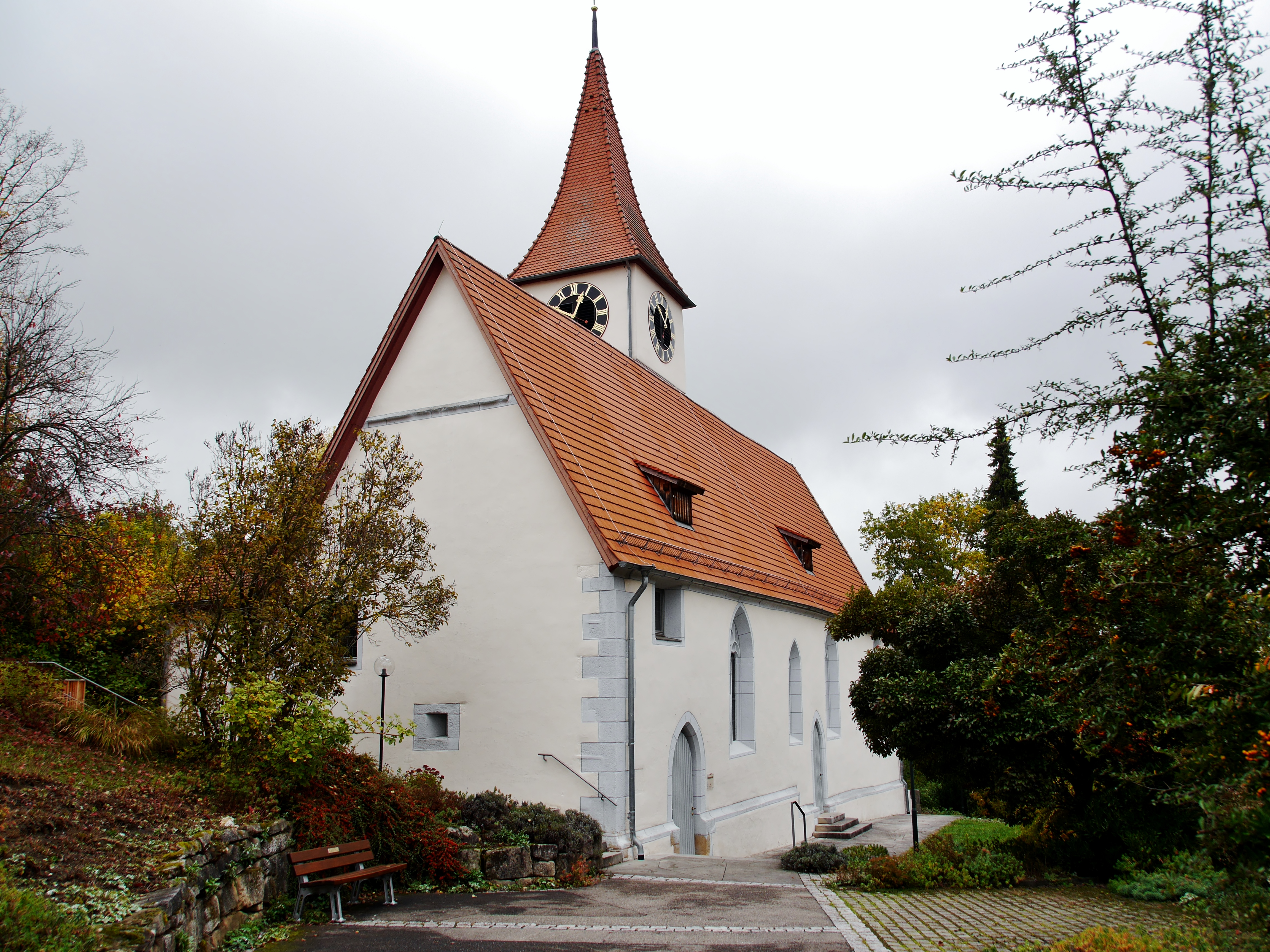
Albanuskirche Aich

Die evangelische Albanuskirche steht in Aich, einem Ortsteil der Stadt Aichtal im Landkreis Esslingen in Baden-Württemberg. Die Kirche ist Alban von Mainz gewidmet. Die Kirchengemeinde Aich-Neuenhaus gehört zum Kirchenbezirk Nürtingen der Evangelischen Landeskirche in Württemberg.

## Beschreibung
Bereits im 12./13. Jahrhundert bestand eine Grabkapelle mit eingezogenem Rechteck-Chor als Vorgängerbau. 1449 brannte die Kapelle bei einem Großbrand, dem der ganze Ort zum Opfer fiel, ab. Um 1452 wurde die Kirche größer wieder aufgebaut. 1619/20 wurde die Kirche im nordöstlichen Teil erweitert und der Kirchturm angebaut.
1870/71 erfolgte eine Außen- und Innenerneuerung, in diesem Zusammenhang erhielt die Kirche eine Orgel der Firma Goll aus Kirchheim/Teck. 1950 erhielt die Kirche neue Glocken mit den Tönen A, H und Cis. Umfangreiche Umbauarbeiten fanden 1963/64 statt. Die Kirche wurde nach Norden erweitert und die Orgelempore und die Längsempore an der Nordwand wurden abgebaut. An der Westseite sowie im erweiterten Bereich nach Norden wurden neue Emporen eingebaut. Kanzel und Altar wurden erneuert und neu angeordnet. Außerdem wurden neue Kirchenfenster eingebaut. 1966 erhielt die Albanskirche eine neue Orgel, die von der Firma Friedrich Weigle aus Echterdingen gebaut wurde.
Weitere Renovierungs- und Umbauarbeiten erfolgten 1970/71, 1996/97, 2003, 2006 und 2011.